# Build a Bitch
«Build a Bitch» — дебютный сингл филиппинско-американской медийной интернет-персоны Беллы Порч, вышедший 14 мая 2021 года на лейбле Warner. Он был назван «крупнейшим дебютом в истории YouTube» для нового артиста из Warner Records.
«Build a Bitch» это «дерзкий мрачно-комический фрагмент поп-музыки новой школы», созданный вместе с Даниэлем Вирджилом Мезонневом, продюсером и автором песен, более известным как Sub Urban. Порч говорит, что эта песня «имеет для меня много значений. В основном она о принятии себя и принятии несовершенства и своих недостатков. Общество и Интернет оказывает огромное давление на людей, чтобы они выглядели безупречно или вели себя определенным образом. Все мое послание с „Build a Bitch“ заключается в том, что я хочу, чтобы люди поняли, что вам не обязательно быть идеальным. И что это нормально, чтобы не быть идеальным. Я хочу вдохновить людей чувствовать себя комфортно в своей шкуре и оставаться верными самим себя, несмотря ни на что».

## История
После успеха в социальных сетях Порч подписала контракт с лейблом Warner Records. «Я чувствую, что нашла свою семью, и частью этой семьи является лейбл», — говорит Порч о подписании контракта с Warner в заявлении для Billboard. «Когда я поискала артистов, которые значили для меня больше всего в музыкальном плане, таких как Принс, Дуа Липа и Мадонна, я поняла, что Warner помогла им всем. Так что для меня большая честь иметь семью, которая дала мне шанс и поверила в меня». Порч добавляет: «Я пела и писала песни всю свою жизнь, но собрать что-то особенное таким образом и получить эту возможность … это то, за что я буду вечно благодарна. Это только начало». Она доставляет «её собственный динамичный и разнообразный бренд дарк-попа».
Сингл дебютировал 29 мая в нескольких чартах: Billboard Hot 100 (на 58-м месте), Streaming Songs (36), Digital Song Sales (40), Billboard Global Excl. U.S. (14) и Billboard Global 200 (24).

## Отзывы
Хэтти Коллинз из журнала Vogue сказала, что песня «демонстрирует как её врожденный музыкальный талант, так и амбиции артиста. Умело разрушая невозможные стандарты красоты, которым мы подвергаемся». Коллинз также отметила, что песня «невероятно» запоминающаяся и что «неудивительно» то, что стала хитом в TikTok. Газета New York Times написала про видео: «… Порч начинает заниматься своей собственной музыкой [и] 'Build a Bitch' звучит мило и яростно».

## Музыкальное видео
Наряду с синглом состоялась премьера музыкального видео, визуально снятое Эндрю Донохо и креативно направленное Sub Urban. В видео персонаж Порч ведёт борьбу против магазина, где мужчины могут буквально выбирать особенности для создания своих идеальных девушек, как в мастерской Build-A-Bear Workshop, и заканчивает тем, что сжигает магазин дотла. Музыкальное видео включало камео таких медийных звёзд интернета и тик-тока как Valkyrae, Миа Халифа, Bretman Rock, Larray, ZHC, Дины Саевой, Rakhim, а также Sub Urban. По состоянию на 20 июля 2021 года у него было 238 миллионов просмотров и 9,2 миллиона лайков.
Музыкальное видео получило номинации в категории Best Visual Effects на церемонии 2021 MTV Video Music Awards, в категории Best Pop Video-International на церемонии 2021 UK Music Video Awards, и в категории Best Music Video на церемонии 2022 iHeartRadio Music Awards.

## Чарты
| Чарт (2021)                            | Высшая позиция |
| -------------------------------------- | -------------- |
| Австралия (ARIA)                       | 28             |
| Австрия (Ö3 Austria Top 40)            | 60             |
| Бельгия/Фландрия (Ultratip)            | 36             |
| Канада (Canadian Hot 100)              | 28             |
| Чехия (Rádio Top 100)                  | 40             |
| Чехия (Singles Digitál Top 100)        | 29             |
| Финляндия (Suomen virallinen lista)    | 19             |
| Франция (SNEP)                         | 179            |
| Германия (GfK)                         | 86             |
| Мир (Global 200, Billboard)            | 20             |
| Венгрия (Single Top 40)                | 16             |
| Венгрия (Stream Top 40)                | 26             |
| Ирландия (IRMA)                        | 23             |
| Япония (Hot Overseas, Billboard Japan) | 12             |
| Малайзия (RIM)                         | 5              |
| Нидерланды (Single Top 100)            | 78             |
| Новая Зеландия (Recorded Music NZ)     | 24             |
| Норвегия (VG-lista)                    | 25             |
| Польша (ZPAV AirPlay Top 100)          | 60             |
| Португалия (AFP)                       | 60             |
| Сингапур (RIAS)                        | 6              |
| Словакия (Singles Digitál Top 100)     | 24             |
| Швеция (Sverigetopplistan)             | 65             |
| Швейцария (Schweizer Hitparade)        | 74             |
| Великобритания (UK Singles Chart)      | 30             |
| США (Billboard Hot 100)                | 56             |
| США (Mainstream Top 40, Billboard)     | 24             |

| Чарт (2021)                | Позиция |
| -------------------------- | ------- |
| США Global 200 (Billboard) | 174     |

## Сертификации
| Регион                                                                      | Сертификация | Продажи   |
| --------------------------------------------------------------------------- | ------------ | --------- |
| Канада (Music Canada)                                                       | Платиновый   | 80 000    |
| Польша (ZPAV)                                                               | Золотой      | 25 000    |
| США (RIAA)                                                                  | Платиновый   | 1 000 000 |
| Данные о продажах + прослушиваниях приведены только на основе сертификации. |              |           |